# Данияр, Самат Мерденулы
Самат Мерденулы Данияр (каз. Самат Мерденұлы Данияр; род. 24 января 1999, Астана) — казахстанский хоккеист, защитник. Игрок клуба КХЛ «Барыс».

## Карьера
Самат Данияр является воспитанником хоккейной школы родного города Астана. В сезоне 2012/2013 дебютировал за юниорскую команду на уровне первенства России, по региону Сибирь-Дальний Восток. Сезон 2014/2015 провёл на юношеском уровне в составе «Барыса», после чего вернулся в расположение хоккейного клуба «Астана», за который дебютировал на профессиональном уровне в сезоне 2016/2017 в чемпионате Казахстана.
Летом 2017 года Самат Данияр пополнил систему «Барыса» и начал выступать в составе молодёжного клуба «Снежные Барсы» на уровне чемпионата Молодёжной хоккейной лиги. Осенью 2018 года Самат Данияр стал привлекаться к тренировкам с основной командой «Барыса» и даже попадал в заявки на матчи КХЛ, но на лёд не выходил.
В сезоне 2019/2020 состоялся дебют Самата Данияра на уровне Континентальной хоккейной лиги. 6 октября 2019 года хоккеист появился на льду в матче против череповецкой «Северстали» и провёл три смены. В последующих играх главный тренер Андрей Скабелка стал давать хоккеисту больше игрового времени. 19 декабря того же года, в гостевом матче против китайского клуба «Куньлунь Ред Стар», Самат Данияр забросил свою первую шайбу на уровне КХЛ и помог команде перевести игру в овертайм.

## В сборной
Самат Данияр прошёл всю вертикаль развития, начиная от юниорской, вплоть до попадания в состав основной сборной Казахстана. В 2021 году, впервые принял участие в чемпионате мира, который проходил с 21 мая по 6 июня 2021 года в Латвии. На этом турнире провёл 4 матча.